# Florian Kostner
Florian Kostner (ur. 12 października 1979 w Bolzano) – włoski biegacz narciarski, zawodnik klubu C.S. Carabinieri.

## Kariera
Po raz pierwszy na arenie międzynarodowej Florian Kostner pojawił się w 1998 roku podczas mistrzostw świata juniorów w Sankt Moritz, gdzie zdobył brązowy medal w sztafecie. Był też piąty zarówno w biegu na 10 km stylem dowolnym, jak i na dystansie 30 km techniką klasyczną. Na rozgrywanych rok później mistrzostwach świata juniorów w Saalfelden ponownie zajął piąte miejsce na dystansie 30 km, tym razem stylem dowolnym, a w biegu na 10 km klasykiem zajął 23. pozycję. W Pucharze Świata zadebiutował 3 marca 2000 roku w Lahti, zajmując 56. miejsce w sprincie stylem dowolnym. Pierwsze pucharowe punkty zdobył dziewięć miesięcy później - 8 grudnia 2000 roku w Santa Caterina, gdzie był dwunasty w biegu na 15 km stylem dowolnym. W klasyfikacji generalnej najlepiej wypadł w sezonie 2000/2001, który ukończył na 64. miejscu. Startuje także w zawodach cyklu FIS Marathon Cup, w których raz stanął na podium: 12 lutego 2012 roku był trzeci we francuskim maratonie Transjurassienne. W zawodach tych wyprzedzili go jedynie Białorusin Alaksiej Iwanou oraz inny reprezentant Włoch - Sergio Bonaldi. W klasyfikacji generalnej najlepszy wynik osiągnął w sezonie 2011/2012, który ukończył na szóstej pozycji. Nigdy nie wziął udziału w igrzyskach olimpijskich ani mistrzostwach świata.

## Osiągnięcia

### Mistrzostwa świata juniorów
| Miejsce | Dzień       | Rok  | Miejscowość  | Konkurencja             | Wynik     | Strata  | Zwycięzca        |
| ------- | ----------- | ---- | ------------ | ----------------------- | --------- | ------- | ---------------- |
| 5.      | 21 stycznia | 1998 | Sankt Moritz | 10 km stylem dowolnym   | 25:27,0   | +21,5   | Andreas Koiser   |
| 3.      | 23 stycznia | 1998 | Sankt Moritz | Sztafeta 4x10 km        | 1:49:26,3 | +32,9   | Czechy           |
| 5.      | 25 stycznia | 1998 | Sankt Moritz | 30 km stylem klasycznym | 1:27:16,9 | +19,1   | Aleksiej Łuszkin |
| 23.     | 3 lutego    | 1999 | Saalfelden   | 10 km stylem klasycznym | 25:32,7   | +1:45,0 | Axel Teichmann   |
| 5.      | 5 lutego    | 1999 | Saalfelden   | Sztafeta 4x10 km        | 1:49:26,3 | +4:11,7 | Niemcy           |
| 5.      | 7 lutego    | 1999 | Saalfelden   | 30 km stylem dowolnym   | 1:18:29,1 | +30,8   | Jussi Ylimäki    |

### Puchar Świata

#### Miejsca w klasyfikacji generalnej
- sezon 2000/2001: 64.
- sezon 2001/2002: 117.
- sezon 2003/2004: 69.
- sezon 2007/2008: 135.
- sezon 2008/2009: 134.

#### Miejsca na podium
Kostner nigdy nie stał na podium indywidualnych zawodów Pucharu Świata.

### FIS Marathon Cup

#### Miejsca w klasyfikacji generalnej
- sezon 2006/2007: 42.
- sezon 2009/2010: 48.
- sezon 2010/2011: 47.
- sezon 2011/2012: 6.
- sezon 2012/2013: 12.
- sezon 2013/2014: 14.
- sezon 2014/2015: 27.

#### Miejsca na podium
| Nr | Dzień     | Rok  | Zawody           | Dystans               | Czas biegu | Strata | Pozycja | Zwycięzca       |
| -- | --------- | ---- | ---------------- | --------------------- | ---------- | ------ | ------- | --------------- |
| 1. | 12 lutego | 2012 | Transjurassienne | 70 km stylem dowolnym | 3:25:13,6  | +0,9   | 3.      | Alaksiej Iwanou |